# Roßleithen
Roßleithen ist eine Gemeinde in Oberösterreich im Bezirk Kirchdorf im Traunviertel mit 1829 Einwohnern (Stand 1. Jänner 2024).

## Geografie

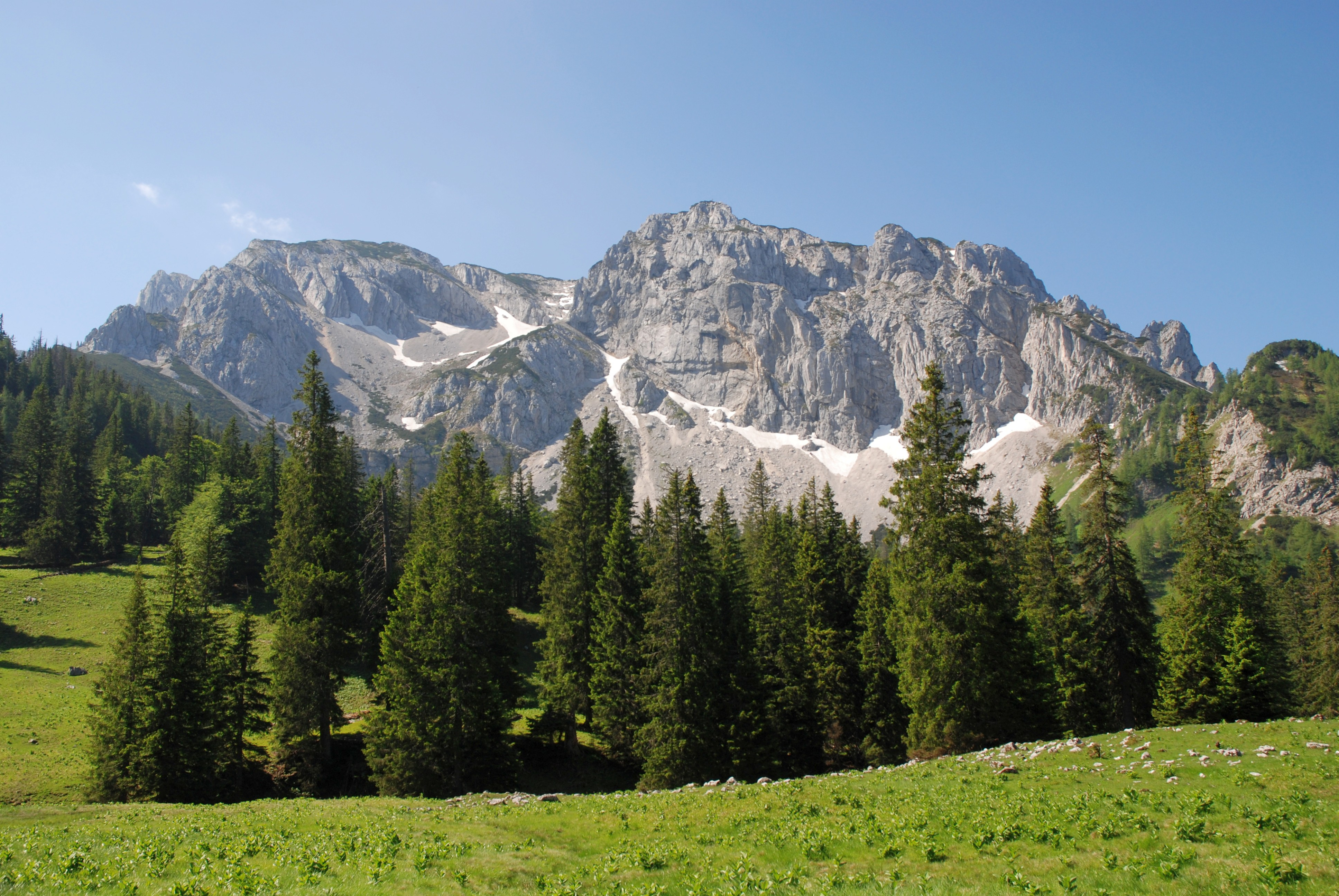
Hoher Nock im Nationalpark Kalkalpen

Roßleithen liegt auf 600 Meter Höhe im Traunviertel im Garstnertal. Von der Teichl steigt das Land nach Norden zum Sengsengebirge und Süden zur Warscheneckgruppe auf rund 2000 Meter an. Die Ausdehnung beträgt von Nord nach Süd 14,7 Kilometer und von West nach Ost 11,1 Kilometer. Die Gesamtfläche beträgt 67,5 Quadratkilometer. 61 % der Fläche sind bewaldet, etwa 20 % der Fläche sind landwirtschaftlich genutzt.

### Gemeindegliederung
Das Gemeindegebiet umfasst sechs Ortschaften (in Klammern Einwohnerzahl Stand 1. Jänner 2024):
- Mayrwinkl (168)
- Pichl (461)
- Pießling (162)
- Rading (305)
- Roßleithen (218)
- Schweizersberg (515)

Die Gemeinde besteht aus drei Katastralgemeinden:
- Pichl
- Rading
- Roßleithen

Durch die Zusammenlegung dieser drei Katastralgemeinden im Jahr 1849 entstand die heutige Gemeinde.

### Nachbargemeinden
| St. Pankraz  | Molln                                       | Rosenau am Hengstpaß |
| Vorderstoder | Kompassrose, die auf Nachbargemeinden zeigt | Windischgarsten      |
|              |                                             | Spital am Pyhrn      |

## Geschichte

### Ortsgeschichte
In einer Höhle am Gleinkersee fand man Höhlenbärenknochen mit Spuren von menschlicher Bearbeitung, sodass man von einer Besiedlung bereits in der Steinzeit ausgehen kann. Zur Zeit der Römischen Besatzung wurde eine Straße von Virunum über den Triebener Tauern und den Pyhrnpass nach Ovilava gebaut, die durch das Garstnertal führte. Nach dem Rückzug der Römer wurde das Gebiet erst durch die „Wenden“ und später durch die Bajuwaren besiedelt.
Die erste urkundliche Erwähnung stammt aus dem Jahr 1190, wo der Ort „Pießling“ genannt wird. „Rossleythen“ wird erstmals 1492 namentlich erwähnt.
Im Jahr 1540 wurde am Pießlingbach im Ort Roßleithen das Sensenwerk Franz de Paul Schröckenfux gegründet. Im 16. Jahrhundert wurden wasserbetriebene Hämmer errichtet. Seit 1953 werden auch Mähmesserklingen hergestellt und weltweit exportiert.
Nach der Bauernbefreiung vereinigten sich im Jahr 1849 die drei Katastralgemeinden Pichl, Rading und Roßleithen zur Gemeinde Rading, die bereits die Größe der heutigen Gemeinde hatte. Im Jahr 1906 wurde der Gemeindename auf „Pichl“ geändert, im gleichen Jahr erfolgte der Bau der Pyhrnbahn. Da es in Österreich 16 Gemeinden mit dem Namen Pichl gab, wurde 1951 der Gemeindename auf Roßleithen geändert. Der Bau der Pyhrn Autobahn erfolgte in den Jahren 1986 bis 1997.
Roßleithen gehörte bis 2012 zum Gerichtsbezirk Windischgarsten und ist seit dem 1. Jänner 2013 Teil des Gerichtsbezirks Kirchdorf an der Krems.

### Einwohnerentwicklung
1991 hatte die Gemeinde laut Volkszählung 1.770 Einwohner, bis 2001 stieg die Anzahl auf 1.831 und 2018 auf 1.889 Einwohner. Die Zunahme beruht auf einer positiven Geburtenbilanz, die Wanderungsbilanz ist negativ.

## Kultur und Sehenswürdigkeiten

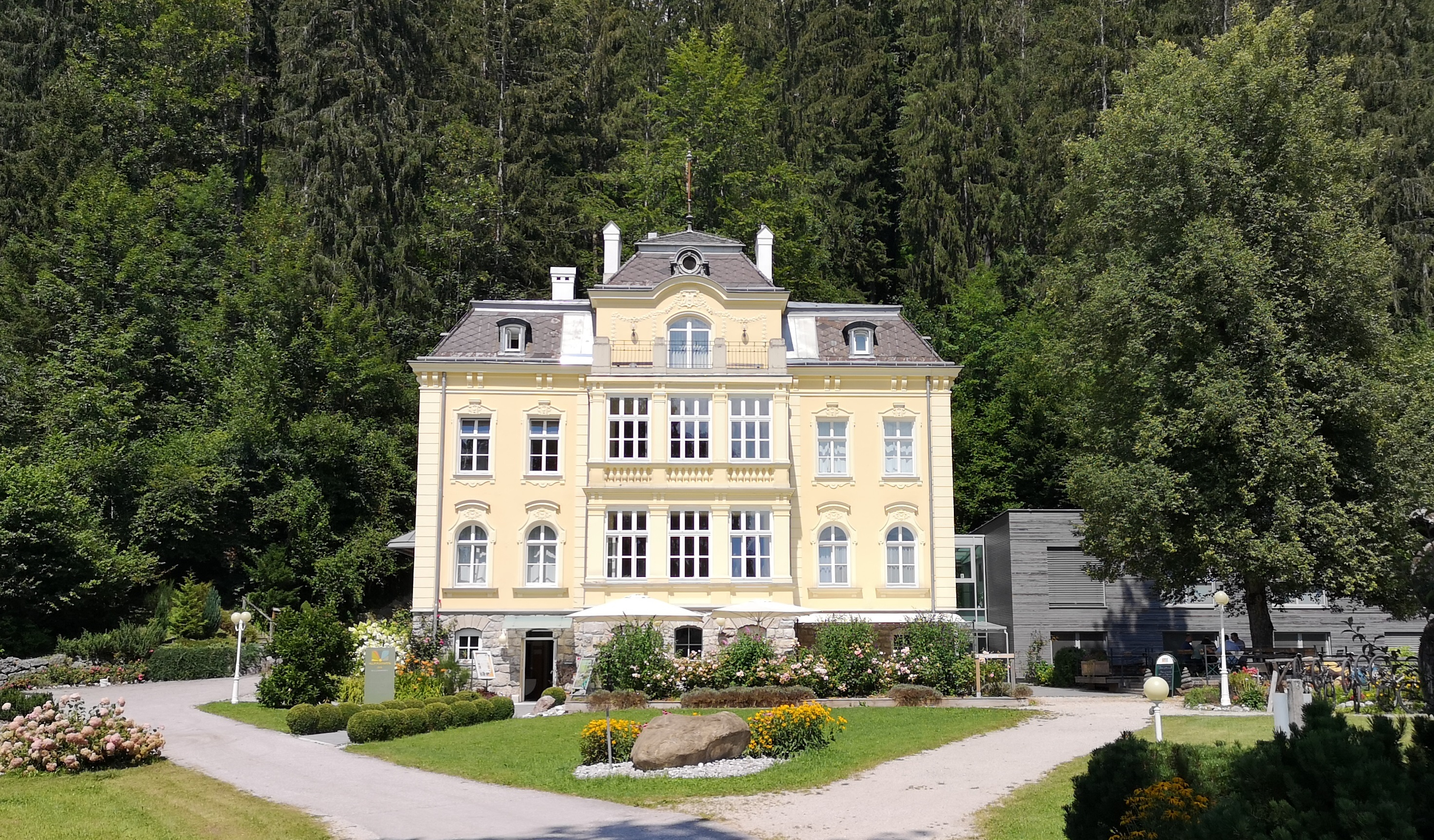
Villa Sonnwend

- Villa Sonnwend, Hotel und Seminarzentrum
- Rettenbachhöhle

## Wirtschaft und Infrastruktur

### Wirtschaftssektoren
Von den 96 landwirtschaftlichen Betrieben des Jahres 2010 wurden 40 im Haupterwerb betrieben. Diese bewirtschafteten fast siebzig Prozent der Flächen. Im Produktionssektor waren 13 der 22 Firmen mit der Herstellung von Waren beschäftigt. Die größten Arbeitgeber des Dienstleistungssektors waren die Bereiche Handel, soziale und öffentliche Dienste, Verkehr und Beherbergung und Gastronomie.
| Wirtschaftssektor            | Anzahl Betriebe | Anzahl Betriebe | Erwerbstätige | Erwerbstätige |
| Wirtschaftssektor            | 2011            | 2001            | 2011          | 2001          |
| ---------------------------- | --------------- | --------------- | ------------- | ------------- |
| Land- und Forstwirtschaft 1) | 96              | 111             | 110           | 094           |
| Produktion                   | 22              | 019             | 163           | 160           |
| Dienstleistung               | 79              | 050             | 226           | 163           |

1) Betriebe mit Fläche in den Jahren 2010 und 1999
| Von den 902 Erwerbstätigen, die im Jahr 2011 in Roßleithen lebten, arbeiteten 277 in der Gemeinde, siebzig Prozent pendelten aus. Mehr als 200 Menschen aus der Umgebung kamen zur Arbeit nach Roßleithen. Die Anzahl der Übernachtungen stieg von 25.000 im Jahr 2010 auf 55.000 im Jahr 2019. Die stärksten Monate sind Juli und August mit jeweils über 11.000 Nächtigungen. | Hier fehlt eine Grafik, die leider im Moment aus technischen Gründen nicht angezeigt werden kann. Wir arbeiten daran! |

### Fremdenverkehr

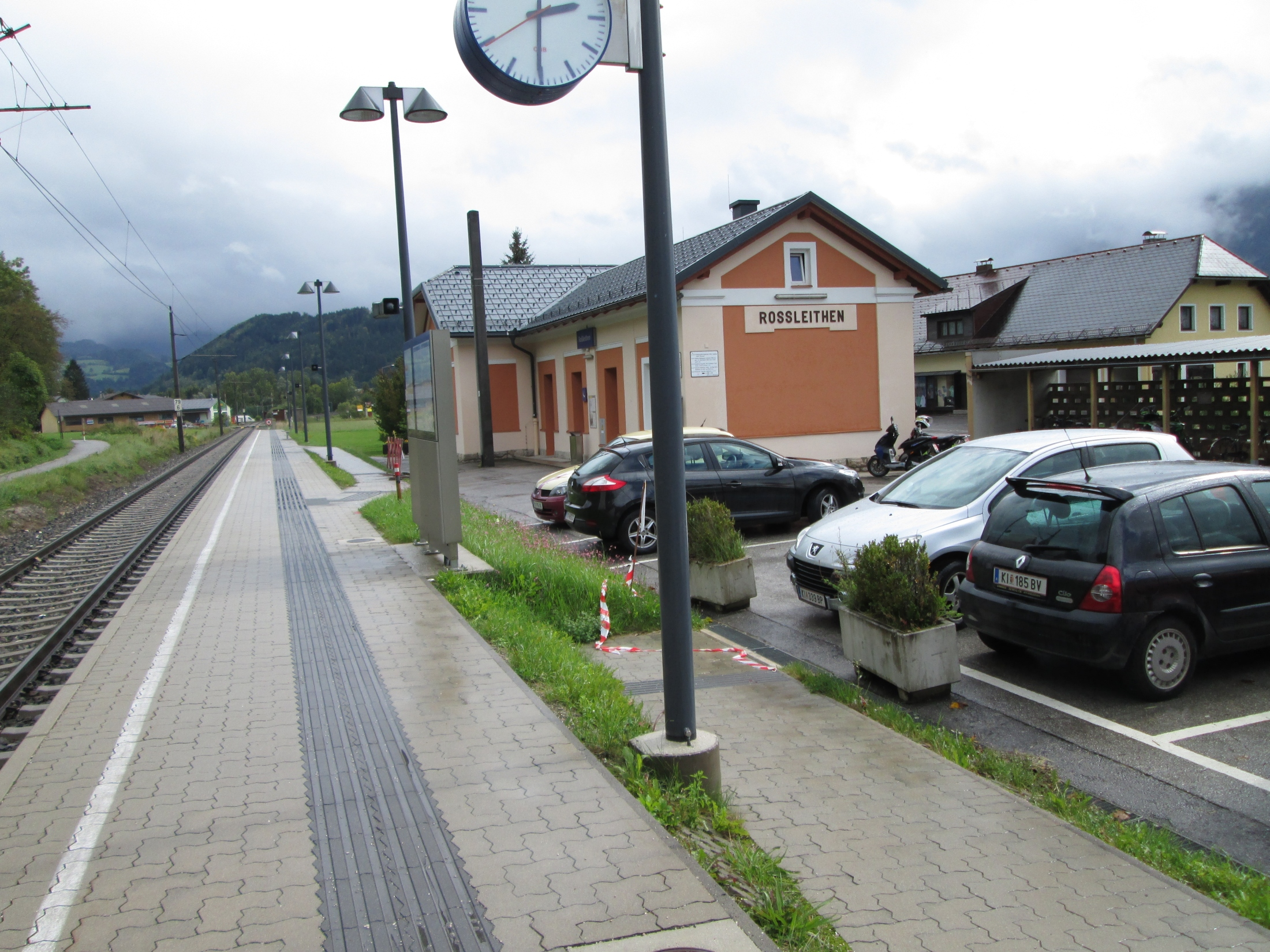
Bahnhof Roßleithen

### Infrastruktur
- Eisenbahn: Roßleithen besitzt eine Haltestelle der Pyhrnbahn.
- Straße: Durch das Gemeindegebiet verlaufen die Pyhrnpass Straße B 138 und die Pyhrn Autobahn.
- Radweg: Der Nationalpark Kalkalpen Radweg R31 und die Stodertalrunde R308 führen durch Roßleithen.[16][17]

## Politik
Der Gemeinderat hat 19 Mitglieder.
- Mit den Gemeinderats- und Bürgermeisterwahlen in Oberösterreich 1997 hatte der Gemeinderat folgende Verteilung: 13 SPÖ, 8 ÖVP und 4 FPÖ. (25 Mandate)
- Mit den Gemeinderats- und Bürgermeisterwahlen in Oberösterreich 2003 hatte der Gemeinderat folgende Verteilung: 11 SPÖ, 7 ÖVP und 1 FPÖ. (19 Mandate)
- Mit den Gemeinderats- und Bürgermeisterwahlen in Oberösterreich 2009 hatte der Gemeinderat folgende Verteilung: 9 SPÖ, 9 ÖVP und 1 FPÖ. (19 Mandate)
- Mit den Gemeinderats- und Bürgermeisterwahlen in Oberösterreich 2015 hatte der Gemeinderat folgende Verteilung: 9 SPÖ, 8 ÖVP und 2 FPÖ. (19 Mandate)
- Mit den Gemeinderats- und Bürgermeisterwahlen in Oberösterreich 2021 hat der Gemeinderat folgende Verteilung: 9 ÖVP, 8 SPÖ und 2 FPÖ (19 Mandate).[18][19]

| Partei | 2021    | 2021    | 2015  | 2015 | 2009  | 2009 | 2003  | 2003 | 1997  | 1997 |
| Partei | Prozent | Mandate | %     | M.   | %     | M.   | %     | M.   | %     | M.   |
| ------ | ------- | ------- | ----- | ---- | ----- | ---- | ----- | ---- | ----- | ---- |
| SPÖ    | 42,52   | 8       | 46,85 | 9    | 46,47 | 9    | 54,01 | 11   | 49,59 | 13   |
| ÖVP    | 45,90   | 9       | 39,04 | 8    | 45,75 | 9    | 38,59 | 7    | 32,05 | 08   |
| FPÖ    | 11,58   | 2       | 14,11 | 2    | 07,78 | 1    | 07,40 | 1    | 18,37 | 04   |

### Bürgermeister
- bis 2007 Manfred Atzmüller (SPÖ)
- 2007–2021 Gabriele Dittersdorfer (SPÖ)
- seit 2021 Kurt Pawluk (SPÖ)[24][25][26]

### Wappen
Der Gemeinde Roßleithen wurde 1980 folgendes Gemeindewappens verliehen:
Blasonierung: „Zwischen grünem Schräghaupt und grünem Schrägfuß, darin je ein goldenes, querrechtshin gestelltes Sensenblatt, in Silber ein rotes, aufgerichtetes Roß.“
Die Gemeindefarben sind Grün-Gelb-Rot.

## Persönlichkeiten

### Söhne und Töchter der Gemeinde
- Josef Breitenbaumer (1893–1974), Beamter, Politiker und Abgeordneter zum Oberösterreichischen Landtag
- Bruno Sulzbacher (* 1936), Komponist